# Allerød (Denemarken)
Allerød is een gemeente in de Deense regio Hoofdstad (Hovedstaden) en telt 25.633 inwoners (2020).
Allerød is bij de herindeling van 2007 niet samengevoegd maar bleef een zelfstandige gemeente.
Tot 2006 was de plaats onderdeel van provincie Frederiksborg.

## Plaatsen in de gemeente
- Lillerød (hoofdplaats)
- Lynge-Uggeløse
- Blovstrød
- Kollerød

## Geboren
- Brian Hamalainen (1989), voetballer

Albertslund · Allerød · Ballerup · Bornholm · Brøndby · Dragør · Egedal · Fredensborg · Frederiksberg · Frederikssund · Furesø · Gentofte · Gladsaxe · Glostrup · Gribskov · Halsnæs · Helsingør · Herlev · Hillerød · Høje-Taastrup · Hørsholm · Hvidovre · Ishøj · København · Lyngby-Taarbæk · Rødovre · Rudersdal · Tårnby · Vallensbæk
- International Standard Name Identifier: 0000 0004 0379 2867
- MusicBrainz: f7036c67-080f-4533-9879-1be13408fe7f